# 小宮山宏
小宮山 宏 （こみやま ひろし、1944年〈昭和19年〉12月15日 - ）は、日本の工学者。三菱総合研究所理事長、第28代東京大学総長。
工学博士（東京大学、1972年）。専門は、化学システム工学、機能性材料工学、地球環境工学、CVD反応工学、知識の構造化など。CVDによる薄膜・超微粒子形成プロセス、地球温暖化問題対策技術などを研究している。また、総長就任以来、「東京大学アクション・プラン」を公表して改革を進め、現代のリベラル・アーツの構築、学術統合化などを進めた。総長退任後は三菱総合研究所に新設された理事長職に就任。
2020年東京大学総長選選考会議議長を務めたが、一部候補者を恣意的に排除しようとするなど総長選のガバナンス破壊が批判され、議長を辞任した。

## 人物
1944年（昭和19年）12月、父親の出征中に母親の疎開先（実家）である栃木県宇都宮市で生まれた。3歳で東京都目黒区へ移り、以後同地で育つ。父親、叔父、弟（小宮山眞、1947年9月1日（77歳）、東京大学先端科学技術研究センター教授）、息子も娘も東京大学出身という東大一家である。大学時代はアメリカンフットボール部に所属していた。現在の趣味はゴルフ。
実生活でもCO2排出削減に取り組み、2002年自宅新築時に複層ガラスや太陽光発電パネル、ヒートポンプ給湯機（エコキュート）などを取り入れたエコハウス（通称：小宮山エコハウス）を完成。自家用車もハイブリッドカー（トヨタ・プリウス）に替えるなど、省エネ生活を積極的に実践しており、自宅の年間光熱費を30万円台から8割減らし数万円台にした。
この経験をもとにエコ目的に使う為に、国がある事業に投資するために国債を発行して、その事業によって得られる利潤により償還する「自立国債」を提唱している。

## 経歴

### 学歴
- 1957年 3月 - 目黒区立菅刈小学校卒業
- 1960年 3月 - 目黒区立第一中学校卒業
- 1963年 3月 - 東京都立戸山高等学校卒業
- 1967年 3月 - 東京大学工学部化学工学科卒業
- 1969年 3月 - 東京大学大学院工学系研究科化学工学専門課程修士課程修了
- 1972年 3月 - 東京大学大学院工学系研究科化学工学専門課程博士課程修了[7][8]

### 職歴
- 1972年12月 - 東京大学工学部化学工学科助手[9]
- 1973年10月 - カリフォルニア大学デービス校ポスト・ドクトラル・フェロー（1974年まで）
- 1977年 5月 - 東京大学工学部化学工学科講師
- 1981年 1月 - 東京大学工学部化学工学科助教授
- 1988年 7月 - 東京大学工学部化学工学科教授
- 2000年 4月 - 東京大学大学院工学系研究科長・工学部長
- 2003年 4月 - 東京大学理事・副学長
- 2005年 4月 - 国立大学法人東京大学総長（第28代）（2009年3月退任）
- 2009年 4月 - 三菱総合研究所理事長（現）
- 2009年 6月 - 新日本石油社外取締役（現在のJXホールディングス）
- 2010年 6月 - 信越化学工業社外取締役（現）
- 2015年 6月 - イマジニア社外取締役（現）

### その他役職
- 化学工学会会長（2002年度）
- 化学工学会反応工学部会長（2002年度-2003年度）[10]
- 日経BP社日本イノベーター大賞選考委員長（第5回・2005年～）
- 政府教育再生会議委員（2006年度） *安倍内閣
- 日本学術振興会21世紀COEプログラムプログラム委員会委員（2006年度）
- 国立大学協会会長（2007年度）
- 日本学術振興会グローバルCOEプログラムプログラム委員会委員（2007年度）
- 2008年 6月 - 2050 技術・マネジメント知の育成研究会（TM研究会）会長　現
- 2009年 4月 - 国立大学法人東京大学総長顧問
- 2009年 4月 - 財団法人ヒートポンプ・蓄熱センター理事長（現）
- 2009年 4月 - 地球快適化インスティテュートアドバイザー
- 2009年10月 - 公益社団法人Japan Treasure Summit 代表理事（現）
- 2009年12月 - 一般社団法人フューチャーデザインセンター（FDC）最高責任者
- 2010年 5月 - 社団法人日本工学アカデミー会長
- 2010年 6月 - アジアカーボンニュートラルセンター（福岡県北九州市）センター長（現）
- 2010年 7月 - デジタル教科書教材協議会（DiTT）会長　※現在、一般社団法人超教育協会会長
- 2010年 8月 - プラチナ構想ネットワーク会長（現）※2022年 一般社団法人化
- 2011年　　 - 脱炭素チャレンジカップ実行委員長（現）
- 2013年 4月 - 「革新的イノベーション創出プログラム（COI STREAM）」ガバニング委員会委員長
- 2014年 2月 - テンミニッツTV座長（現）
- 2013年 4月 - 日経優秀製品・サービス賞審査委員長（現）
- 2014年 4月 - 公益財団法人国連大学協力会理事長（現）
- 2014年 5月 - 沖縄平和賞選考委員会委員長
- 2015年 5月 - 東京オリンピック・パラリンピック競技大会組織委員会街づくり・持続可能性委員会委員長
- 2017年 1月 - i-Construction推進コンソーシアム企画委員会委員長（現）
- 2017年 5月 - 内閣府休眠預金等活用審議会会長[11]
- 2018年 5月 - 一般社団法人超教育協会会長（現）※デジタル教科書教材協議会と合併
- 2018年 6月 - 市村地球環境学術賞審査委員会委員長（現）
- 2019年 3月- 一般社団法人大学スポーツ協会顧問（現）[12]
- 2021年 8月 - 共創の場形成推進会議（COI-NEXT）顧問（現）

## 受賞・栄典
- 2003年 化学工学会学会賞『地球環境問題および機能性材料製造プロセス開発の反応工学的展開』
- 2016年 財界賞特別賞
- 2017年 Sheikh Mohammed Bin Rashid Al Maktoum Knowledge Award（ドバイ知識賞）
- 2020年 瑞宝大綬章[13][14]

## 主な著書
- 『速度論：Rate Processes』（朝倉書店、1990/05）ISBN 4-254-25018-5
- 『地球温暖化問題ハンドブック』（アイピーシー、1990/11）
- 『地球環境のための化学技術入門』（オーム社、1992/01）ISBN 4-274-02218-8
- 『地球環境のための地球工学入門』（オーム社、1992/05）ISBN 4-274-02228-5
- 『機能材料プロセス工学 新体系化学工学』（溝口健作）（オーム社、1994/11）ISBN 4-274-12986-1
- 『地球温暖化問題に答える UP選書』（東京大学出版会、1995/05）ISBN 4-13-002072-2
- 『反応工学：反応装置から地球まで（Creative Chemical Engineering Course）』（培風館、1995/06）ISBN 4-563-04273-0
- 『入門熱力学：実例で理解する』（培風館、1996/04）ISBN 4-563-04548-9
- 『地球温暖化問題に答える』（東京大学出版会、1999/12）ISBN 4130020722
- 『地球持続の技術』（岩波書店、1999/12）ISBN 4004306477
- 『太陽光発電工学 太陽電池の基礎からシステム評価まで』（山田興一）（日経BP、2002/10）ISBN 4822281485
- 『バイオマス・ニッポン：日本再生に向けて 』（松村幸彦、迫田章義）（日刊工業新聞社、2003/04）ISBN 4-526-05115-2
- 『知識の構造化』（オープンナレッジ、2004/12）ISBN 4902444038
- 『知識・構造化ミッション：大学は表現する』（日経BP、2005/07）ISBN 4-8222-3201-8
- 『知识的结构化（知識の構造化・中国語版）』（陆明・李洪玲監修）（オープンナレッジ、2006/01）ISBN 4-902444-36-4
- 『地球可持续技术（地球持続の技術・中国語版）』（李大寅訳）（北京・中国环境科学出版社、2006/02）ISBN 7802092728
- 『東大のこと、教えます』（プレジデント社、2007/03）ISBN 4833418495
- 『「課題先進国」日本：キャッチアップからフロントランナーへ』（中央公論新社、2007/09）ISBN 978-4-12-003864-8
- 『サステイナビリティ学への挑戦』（岩波書店、2007/11）ISBN 978-4-00-007477-3
- 『知識の構造化・講演』（オープンナレッジ、2007/12）ISBN 978-4-902444-62-9
- 『Vision 2050 -Roadmap for a Sustainable Earth』（Steven Kraines）（シュプリンガー・ジャパン、2008/07）ISBN 978-4-431-09430-2
- 『ナノテクノロジーで未来を拓く：社会と共に創るナノ材料開発支援のための知識基盤』（産業技術総合研究所編）（エヌ・ティー・エス、2009/02）ISBN 9784860432843
- 『低炭素社会』（幻冬舎、2010/05）ISBN 978-4344981652
- 『Sustainability Science: A Multidisciplinary Approach』(United Nations Univ、2010/09) ISBN 978-9280811803
- 『日本「再創造」 ― 「プラチナ社会」実現に向けて』（東洋経済新報社 2011/6) ISBN 978-4492395516
- 『Beyond the Limits to Growth -New Ideas for Sustainability from Japan』(Springer, 2014/02) ISBN 978-4-431-54558-3
- 『"多様なナンバーワン"作り』（財界研究所 2016/3) ISBN 978-4-87932-112-1

## メディア出演
- 日経スペシャル カンブリア宮殿 「世界トップを目指せ！ 東京大学が、動く」（テレビ東京）（2007年7月16日放送）[15]- 東京大学総長として出演[16]。
- 新報道2001（フジテレビ）（2009年2月22日放送）
- はなまるマーケット（TBS）（2009年7月28日放送）
- クローズアップ現代（NHK）（2010年1月6日放送）[17]